# Jacques Bouveresse
Jacques Bouveresse (ur. 20 sierpnia 1940 w Épenoy, zm. 9 maja 2021) – filozof francuski, znawca Wittgensteina oraz filozofii analitycznej, filozofii nauki (ważna postać we francuskiej dyskusji wokoło afery Sokala) oraz filozofii i kultury austriackiej (autor wielu prac poświęconych Musilowi).
Członek Komitetu Honorowego Unii Racjonalistycznej.

## Życiorys
Urodzony 20 sierpnia 1940 w Épenoy we Francji w rodzinie chłopskiej, chodził do liceum przyklasztornego w Besançon, by dostać się w 1961 do École normale supérieure w Paryżu.

### Kariera uniwersytecka
- 1966 – wykładowca logiki na Sorbonie
- 1975 – 1979 – wykładowca (Maître de Conférences) na Sorbonie (Paris I)
- 1979 – 1983 – profesor na uniwersytecie genewskim
- 1983 – 1995 – profesor na Sorbonie (Paris I)
- 1995 – 2010 –  profesor w Collège de France

## Praca filozoficzna
Dzieło Jacques'a Bouveresse'a jasno daje wyraz temu, że autor bierze na serio pewne radykalne poglądy Wittgensteina, uznając wraz z nim na przykład to, że część problemów filozoficznych jest ostatecznie rozwiązana – część ta jest jednak dla niego znacznie mniejsza, niż dla austriackiego filozofa. Bouveresse jest jednak bliski wizji filozofii jako „woli zmiany samego siebie, wyjaśnienia i modyfikacji natury wymagań, jakie stawiamy rzeczywistości oraz językowi.” (Jacques Bouveresse, le philosophe et le réel. Entretiens avec Jean-Jacques Rosat, Paris, 1998, p. 124)
Bouveresse, od początku swej pracy nad Wittgensteinem, zajmował się jego pismami matematycznymi, dzieląc z nim niechęć do idei istnienia niezależnego świata liczb (tzw. Platonizm albo realizm), który istniałby niezależnie od człowieka. Wyraża on w ten sposób obawę przed (za) daleko idącymi analogiami między rzeczywistością fizyczną a matematyczną, platonizm bowiem nie jest w stanie zdać sprawy ze specyficznej natury matematyki.
Na tle filozoficznym Francji ostatnich kilku dekad, postać Bouveresse'a jest ewenementem przez swoją opozycję wobec panujących tendencji, wobec fenomenologii, idealizmu, strukturalizmu, czy też później postmodernizmu. Daleki był od kreowania postaci filozofa tajemniczego, uważając, że najuczciwszą rzeczą jest „profesjonalizacja” filozofii, a co za tym idzie rygor i ekonomia środków w niej używanych. Błędy filozofów, według Bouveresse'a, nie są wcale bardziej interesujące niż prawdy wszystkich innych ludzi.